# Масуда, Тадатоси
Тадатоси Масуда (яп. 増田 忠俊 Масуда Тадатоси, род. 25 декабря 1973, Сидзуока) — японский футболист.

## Карьера
На протяжении своей футбольной карьеры выступал за клубы «Касима Антлерс», «Токио», «ДЖЕФ Юнайтед Итихара», «Касива Рейсол», «Оита Тринита».

## Национальная сборная
В 1998 году сыграл за национальную сборную Японии 1 матч, против сборной Австралии.

## Статистика за сборную
| Сборная Японии | Сборная Японии | Сборная Японии |
| Год            | Матчи          | Голы           |
| -------------- | -------------- | -------------- |
| 1998           | 1              | 0              |
| Итого          | 1              | 0              |

## Достижения

### Командные
- Джей-лиги: 1996, 1998, 2000
- Кубок Императора: 1997, 2000
- Кубок Джей-лиги: 1997, 2000